# 広瀬陽子 (フリーアナウンサー)
広瀬 陽子（ひろせ ようこ、8月15日 - ）は日本のタレント、オフィスキイワード所属。身長159cm。

## 人物・略歴
- 2000年代半ばよりアナウンサーとして活躍。
- 好きな動物は柴犬、馬。
- 卒論は太宰治。娘の治子に会ったことがあるのが自慢。
- ラジオ大阪原田年晴氏との出会いから芸能界入り。
- 趣味は乗馬。映画鑑賞。
- 映画は年間200本から300本鑑賞し、宇宙ものロボットものが好き。
- 学生時代から人形浄瑠璃文楽のファンでコロナ禍には国立文楽劇場で館内アナウンスをするまでに。
- 歯科助手、アロマセラピーアドバイザー、乗馬ライセンス、ホースセラピスト、グローバルドラマティーチャー、野菜ソムリエなど資格多数。
- 神奈川県民だったことがある。
- フリーアナウンサーの星野礼佳（パートナーズ・プロ所属）とは同郷の友人。[4]

## 担当番組

### 現在
ラジオ
- 「HOP STEP 甲子園」提供クレジット読み（FMひらかた、夏季限定）
- 「School of Joy〜私たちのエンジョイらいふ〜」タイトル、提供読み（FMなばり）

CM
- 写真名刺のダイコロ（FMひらかた）
- 携帯電話マナー啓発（FMひらかた、2017年4月現在放送終了）
- リクエスト受付（FMひらかた、BGM:O-Zoneの恋のマイアヒ版、2017年4月現在放送終了）
- 新春CM（各社一部、FMひらかた）[5]
- アドバンスコープ「超ひかり」（FMなばり）
- nava（FMなばり）
- オキツモ（8時の時報、FMなばり）
- ブックスアルデ（15時の時報、FMなばり）

### 過去
テレビ
- アドバンスコープ
  - ADSニュース金曜号
- J:COM
- BAN-BANテレビ

ラジオ
- FMひらかた
  - ビジネスウオッチングin北大阪[6]
  - おはラジ（火→水）[7]
  - ひらキョーフェア（枚方自動車教習所公開イベント）
  - 「SDMUキャンペーン」内、エピソード朗読
  - 私たちの青春マップお散歩ナビ[8]

- FM-HANAKO
  - プロムナード824（金→月）[9][10]
  - お昼はまるまる824（火）[11]
  - さわやかワイド824（火→土）[12]

- FMなばり
  - ほっと。すて〜しょ〜ん 83.5
  - ADSホールから昼ラジオ〜☆
  - YOU GOTTA MUSIC[13]
  - 陽子と正昭のまったりゴールデンウィーク
  - Movie on the Radio

- BAN-BANテレビ
  - ぐるぐるコロンブス
  - いかなあGO!

- FMハイホー
  - つるせんねんのカウンターパンチ

CM
- リバースイート
- オリエンタル京都朱雀邸
- キョードー大阪

司会
- 東京ゲームショウ　スクエア・エニックスブースMC
- Ｇ８　大阪港湾ブースMC
- モバックショウ　タンコーブースMC
- なら万灯祭
- JRA　Ｇ１イベント　岩田康誠騎手他
- さかなクンイベント多数
- 第71代横綱鶴竜トークショー
- サッカーなでしこジャパン銀メダル祝賀会
- ガンバ大阪イベントMC
- AKB48握手会MC
- 田中圭・小関裕太・小野賢章・谷山紀章・阿佐ヶ谷姉妹・ダチョウ倶楽部・ゆりやんレトリィバァ・円広志、他トークショーMC多数
- 母校枚方高校式典司会
- 母校相愛大学学園祭MC
- ディズニー・オン・アイスMC
- 神戸まつりMC
- 天保山マーケットプレイスMC
- 海遊館MC
- あべのハルカス近鉄本店、阪急百貨店、大丸、JR大阪駅、JR京都駅、他イベントMC
- 近畿日本鉄道　出発式司会
- ダイハツ工業株式会社、住友商事株式会社、村田製作所他、企業イベントMC多数
- 住友商事株式会社　発声講師
- 国立文楽劇場イベントMC多数

- ESPエンタテインメント 大阪校　非常勤講師

発声・滑舌・アクセント科目担当
MC・DJ・ナレーター科目担当